# Anthracophagella scutellaris
Anthracophagella scutellaris är en tvåvingeart som först beskrevs av Becker 1911.  Anthracophagella scutellaris ingår i släktet Anthracophagella och familjen fritflugor. Inga underarter finns listade i Catalogue of Life.